# إيلي بلاتشي
إيلي بلاتشي (بالرومانية: Ilie Balaci)، من مواليد 1956 وتوفي في 21 أكتوبر 2018، لاعب ثم مدرب كرة قدم روماني.
تميز بلاتشي بكونه درب أندية من أغلب الدوريات العربية.

## المسيرة التدريبية
- درب النادي الإفريقي التونسي في موسم 1992/1991 وتحصل معه على الرباعية التاريخية (بطولة وكأس تونس وكأس إفريقيا للأندية البطلة والكأس الأفروآسياوية (بطل نصف العالم )
- درب نادي النصر السعودي 1997
- درب نادي الهلال السعودي 1998
- درب نادي كاظمة الكويتي منذ 2009.
- درب نادي الرجاء الرياضي سنة 2011
- درب نادي الهلال السوداني
- درب نادي السويق العماني منذ 2017 إلى 2018

## روابط خارجية
- إيلي بلاتشي على موقع قاعدة بيانات كرة القدم.إي يو (الإنجليزية)
- إيلي بلاتشي على موقع ناشيونال فوتبول تيمز (الإنجليزية)
- إيلي بلاتشي على موقع عالم كرة القدم.نت (الإنجليزية)
- إيلي بلاتشي على موقع كووورة